# شيلبي ويلسون
شيلبي ويلسون (بالإنجليزية: Shelby Wilson)‏ هو مصارع هاوي أمريكي، ولد في 14 يوليو 1937 في بونكا سيتي في الولايات المتحدة.

## وصلات خارجية
- شيلبي ويلسون على موقع أوليمبيديا (الإنجليزية)